# Мадудов Микола Григорович
Микола Григорович Мадудов (1 січня 1936, село Єловка Каратузького району, тепер Красноярського краю, Російська Федерація — 3 грудня 1993, місто Москва) — радянський військовий діяч, генерал-полковник. Депутат Верховної Ради УРСР 11-го скликання.

## Біографія
З 1954 року служив у Радянській армії.
У 1957 році закінчив Ташкентське танкове училище
Член КПРС з 1960 року.
У 1967 році закінчив Військову ордена Леніна академія бронетанкових військ імені Маршала Малиновського.
У 1977 році закінчив Військову академія Генерального штабу.
У 1977—1979 роках — начальник штабу 5-ї гвардійської мотострілецької дивізії Туркестанського військового округу, командир 45-ї гвардійської мотострілецької дивізії.
У 1979—1981 роках — командир 6-ї гвардійської мотострілецької Львівської ордена Леніна Червонопрапорної ордена Суворова дивізії (Німецька Демократична Республіка).
У 1981—1983 роках — начальник штабу — заступник командувача 3-ї загальновійськової Червонопрапорної армії (Магдебург, Німецька Демократична Республіка).
У 1983—1985 роках — командувач 6-ї гвардійської танкової армії Київського Червонопрапорного військового округу, генерал-лейтенант.
У 1985—1987 роках — начальник штабу Білоруського військового округу. Керував заходами військ округу після аварії 26 квітня 1986 року на Чорнобильській АЕС.
У 1987—1989 роках — командувач військ Уральського військового округу.
У 1989 році у зв'язку зі станом здоров'я переведений до Москви на посаду заступника начальника, а невдовзі начальника Управління військово-навчальних закладів Міністерства оборони СРСР.
З 1993 року — у відставці.
Помер 3 грудня 1993 року від гіпертонічної хвороби. Похований на Кунцевському кладовищі міста Москви.

## Нагороди
- Орден Червоної Зірки
- Орден «За службу Батьківщині в Збройних Силах СРСР» ІІІ ст.
- Медалі СРСР
- Нагороди іноземних держав